# Valerie Adams
Valerie Kasanita Adams (nacida Valerie Kasanita Vili, Rotorua, 6 de octubre de 1984) es una deportista neozelandesa que compitió en atletismo, especialista en la prueba de lanzamiento de peso.
Participó en cinco Juegos Olímpicos de Verano, obteniendo en total cuatro medallas, oro en Pekín 2008 y en Londres 2012, plata en Río de Janeiro 2016 y bronce en Tokio 2020, y el séptimo lugar en Atenas 2004.
Ganó cinco medallas en el Campeonato Mundial de Atletismo entre los años 2005 y 2013, y cinco medallas en el Campeonato Mundial de Atletismo en Pista Cubierta entre los años 2008 y 2016. Además, a lo largo de su carrera obtuvo 33 victorias en la Liga de Diamante.
En 2014 fue elegida Atleta del año por la IAAF. En 2017 recibió la distinción de «Dame Companion» de la Orden del Mérito de Nueva Zelanda (DNZM).

## Palmarés internacional
| Juegos Olímpicos                     | Juegos Olímpicos          | Juegos Olímpicos  | Juegos Olímpicos |
| Año                                  | Lugar                     | Medalla           | Prueba           |
| ------------------------------------ | ------------------------- | ----------------- | ---------------- |
| 2008                                 | Pekín (China)             | Medalla de oro    | Peso             |
| 2012                                 | Londres (Reino Unido)     | Medalla de oro    | Peso             |
| 2016                                 | Río de Janeiro (Brasil)   | Medalla de plata  | Peso             |
| 2020                                 | Tokio (Japón)             | Medalla de bronce | Peso             |
| Campeonato Mundial                   |                           |                   |                  |
| Año                                  | Lugar                     | Medalla           | Prueba           |
| 2005                                 | Helsinki (Finlandia)      | Medalla de plata  | Peso             |
| 2007                                 | Osaka (Japón)             | Medalla de oro    | Peso             |
| 2009                                 | Berlín (Alemania)         | Medalla de oro    | Peso             |
| 2011                                 | Daegu (Corea del Sur)     | Medalla de oro    | Peso             |
| 2013                                 | Moscú (Rusia)             | Medalla de oro    | Peso             |
| Campeonato Mundial en Pista Cubierta |                           |                   |                  |
| Año                                  | Lugar                     | Medalla           | Prueba           |
| 2008                                 | Valencia (España)         | Medalla de oro    | Peso             |
| 2010                                 | Doha (Catar)              | Medalla de oro    | Peso             |
| 2012                                 | Estambul (Turquía)        | Medalla de oro    | Peso             |
| 2014                                 | Sopot (Polonia)           | Medalla de oro    | Peso             |
| 2016                                 | Portland (Estados Unidos) | Medalla de bronce | Peso             |